# ニコラ・ド・マルブランシュ
ニコラ・ド・マルブランシュ（Nicolas de Malebranche、1638年8月6日 - 1715年10月13日）は、フランスの哲学者。オラトリオ会修道士。
ルイ14世と生没年が一緒でもある。

## 人物
1664年にデカルトの遺稿『人間論』に接したのをきっかけに哲学に目覚め、オラトリオ会が帰依するアウグスティヌスの神秘的な思想と理性を重視するデカルト哲学の総合を目指した。その成果は、まず、初期の大著『真理の探究』として1674年-1675年に発表された（1674年に第1巻-第3巻までを収めた第1分冊を、1675年に残りの第4巻-第6巻までを収めた第2分冊を刊行）。『真理の探究』は、1．感覚、2．想像力、3．知性、4．傾向性、5．情念および6．方法の各巻からなり、人間の心のはたらきを詳細に分析した上で、それらから生じる誤謬を防ぐ方法で全巻を締めくくっている。この著作は公刊直後から大きな反響を呼び、ボシュエ、フェヌロン、アルノーらの神学者、哲学者との論争を受けて、マルブランシュの生前に5回改訂されている。『真理の探究』の問題提起は、こうした論争のなかで深化され、その成果は『形而上学と宗教についての対話』（1688年）などに結実した。

## 主張
マルブランシュの哲学的主張は「すべての事物を神において見る」（voir toutes en Dieu）というフレーズで知られ、人間は神のうちなる観念を通して事物的世界を認識するとして、デカルト流の心身二元論の解決を試みた。
マルブランシュによれば、人間の感覚や想像は真の認識をもたらすものではなく、神のうちなる観念に至るきっかけであった。また、現象としての物体（身体）の運動を認めながら、その原因を物体そのものに与えることを拒み、物体の衝突や精神の意欲をきっかけ（機会）として神が発動し、最終的には神がさまざまな運動を引き起こしているとした。この説は哲学史上「機会原因論」と呼ばれる。
スピノザの思想が無神論として危険視され、ライプニッツの主要な著作が公刊されなかったなかで、18世紀にはデカルト流の合理主義哲学の主流はマルブランシュに受け継がれたものとみなされ、マルブランシュ派＝新たなデカルト派として、経験論、感覚論や唯物論など、新たな思想潮流と対決していった。

## 著作
- 『真理の探究』(1674-5年)
- 『自然と恩寵に関する論考』(1680年)
- 『道徳論』(1684年)
- 『形而上学と宗教についての対話』(1688年)　<井上龍介による訳書あり。晃洋書房、2005年>
- 『キリスト教哲学者と中国哲学者の対話』(1708年)
- 『自然的先運動についての考察』(1715年)

## 影響
アルキエは、「マルブランシュ的テーマをこの哲学者とは異なる意図において採り上げた」としながら、18世紀の思想家のなかから、ヴォルテール、エルヴェシウス、モンテスキューらへの影響を指摘している。